# Forêt de Brix
Pour les articles homonymes, voir Brix (homonymie).
 (mars 2023).
La forêt de Brix, s'étendait à l'est du bourg de Brix (prononcer /bʁi:/), en Normandie, dans le nord-Cotentin, entre Cherbourg et Valognes. Avant sa disparition quasi complète, son territoire couvrait principalement les actuelles communes de Saussemesnil-Ruffosses, Saint-Joseph, Négreville et Brix, ainsi que l'ancienne commune de La Glacerie.
D'une superficie d'environ 7 000 hectares vers 1665, elle s'étendait sur dix kilomètres de long et six kilomètres de large. Les feuillus représentaient 100 % de la forêt.
Elle se distinguait déjà, depuis l'an mil, des forêts de Bricquebec, et de Saint-Sauveur, qui se trouvent encore plus au sud, et qui subsistent encore, bien que diminuées depuis cette époque.

## Histoire
La forêt de Brix était à l'origine le cœur d'une immense forêt du Clos du Cotentin, qui formait un triangle allant depuis Quettehou à Cherbourg et vers Saint-Sauveur-le-Vicomte.
Dans la seconde moitié du XIIe siècle d'importants défrichements sont à l'origine des paroisses de Martinvast, Hardinvast, Tollevast, Sottevast, à l'ouest, et Brillevast, le Vast, Chiffrevast et Barnavast à l'est. On note à chaque fois l'emploi de l'appellatif toponymique -vast (anciennement -wast) « vide laissé par un défrichement », auquel se combine un anthroponyme, souvent d'origine germanique ou scandinave. Il était synonyme d'essart ou de novale. La forme « francienne » est gast (ex. : Saint-Denis-le-Gast), que l'on retrouve au sud du département de la Manche car la ligne du « V / G(u) » est à peu près parallèle à la ligne Joret. En français, dévaster et gâter ont en commun un radical de même étymologie.
Cette première période a été suivie par une exploitation régulière de la forêt.
La partie proche de Valognes (forêt de Valognes) appartenait aux ducs de Normandie, puis aux rois de France depuis 1204 (d'où son nom de « forêt du Roi » dans certains actes). Les seigneurs des baronnies de Néhou, la Luthumière (à Brix), Saint-Sauveur-le-Vicomte et Bricquebec en étaient les autres propriétaires. Chaque partie fut alors réduite par essartage régulier du XIIe jusqu'au XVIIIe siècle. Elle était alors affermée en fiefferme du roi, à un important seigneur, qui la gérait au nom du roi. Dès 1376, son administration en avait été soigneusement réglée par la grande ordonnance de Charles V sur les Eaux et Forêts. Des verdiers, sous la direction d'un Maître particulier, en assuraient l'entretien. Le verdier de Cherbourg qui avait la surveillance des sergents préposés à la garde des différents bois, devait visiter ces bois tous les quinze jours et rendre compte de leur état. Le cas échéant, il pouvait prononcer des amendes dont le montant était versé au greffier et collectionneur des amandes des verderies de Valognes et Cherbourg. Le verdier touchait pour les gages de son office 18 livres, 12 sous tournois, plus 50 sous pour sa robe, deux fois par an, aux termes de Pâques et de saint Michel,.
En 1770, Louis XV décida de vendre par lot les derniers morceaux importants de la forêt de Brix, au profit de particuliers et des nouvelles industries de la région, en particulier les verreries, ateliers de poterie et la manufacture de glaces de la Glacerie. Cependant, les trois quarts de la forêt royale furent adjugés à Louis Phélypeaux de Saint-Florentin, duc de La Vrillière, pour 15 000 livres tournois et le fief de Tornay (à Versailles), ce dernier échange de fief permettant au roi de contourner le principe d'inaliénabilité du domaine royal. Ce dernier la rétrocéda aussitôt à sa maîtresse Marie-Madeleine de Cusacque, comtesse de Langeac. De mauvaises affaires l'obligèrent à vendre en 177] une forêt de Brix déjà bien entamée, à Louis XVIII comte de Provence, frère du roi de France Louis XVI. Le comte acheva si bien les derniers arpents de la forêt, notamment en la sous-inféodant à des défricheurs, pour en tirer de très importants profits, qu'elle finit par perdre sa consistance ancienne.

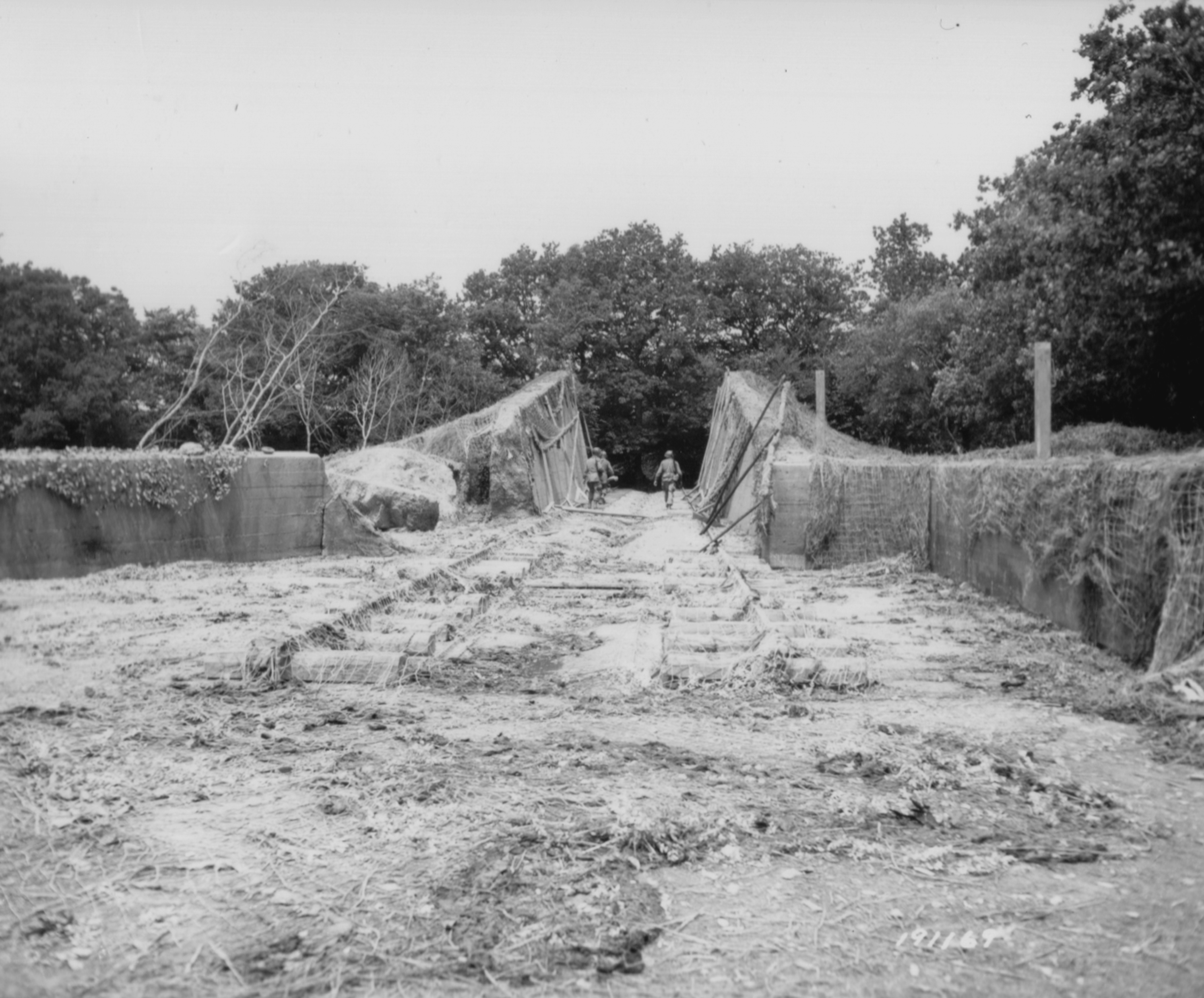
Rampe de lancement de V1 inspectée par trois GI's le 20 juin 1944. Sur les lieux du château du Pannelier, au nord de Brix et à l'est de la N 13.

La vente de plusieurs lots importants fut à l'origine de domaines privés qui subsistent encore pour la plupart, situés sur les communes de Brix et de Saussemesnil. Parmi eux, on compte notamment :
- le château de Pannelier ;
- la ferme de Montbavent ;
- le château de Frémont ;
- le château de Rochemont (propriété de Jean-Baptiste, comte Lebrun de Rochemont (1736-1822), sénateur du Premier Empire et frère du consul Charles-François Lebrun (1739-1824), architrésorier de l'Empire).

Un grand nombre de troncs d'arbres centenaires furent par la suite revendus à l'État royal, à l'occasion des travaux de construction de la rade de Cherbourg, notamment pour la fabrication des cônes.
Il ne reste aujourd'hui de cette forêt qu'un ensemble de bois épars, dont les noms suivent :
- bois de Boutron ;
- bois de Blanqueville ;
- bois de Pépinvast[4] ;
- bois du Rabey ;
- bois du Coudray ;
- bois du Mont-du-Roc (pron. /mondurô/) ;
- bois de Barnavast (pron. /barnava/) ;
- bois de Montebourg.

### Le combat de la forêt de Brix
Pendant la guerre de Cent Ans, en 1379, la place de Montebourg est tenue par Guillaume des Bordes, lieutenant du roi de France en Basse-Normandie. Froissart raconte que ce dernier, cette année là, à la Saint-Martin d'été (Saint-Martin le bouillant), le 4 juillet, part avec ses principaux lieutenant pour marcher sur Cherbourg, dont le commandant Anglais, John Harliston, par hasard sort lui aussi le même jour. Les deux troupes se rencontrent dans la forêt de Brix en un lieu qui prête à controverse : soit au Pont-à-la-Vieille, au Pastoy és bois, ou encore au Pâtis-des-bœufs. Deux chevaliers, un français, Lancelot de Lorris, et un anglais, John Copeland s'affrontent en combat singulier au cours duquel le jeune Lancelot est tué, avant qu'une mêlée générale entraîne la mort de cent-vingt français, jetant la consternation dans le Cotentin.

## Gilles de Gouberville
Au travers de son Journal, Gilles Picot (1521-1578), seigneur de Gouberville, Russy et le Mesnil-au-Val décrit par endroits l'immense forêt telle qu'elle existait au XVIe siècle, puisqu'il la parcourait de temps à autre pour ses affaires. Une partie de ces descriptions a notamment été analysée par Pierre Le Conte, Les Chemins de Normandie au temps du sire de Gouberville, Bricqueboscq, Les Éditions des champs, 2001.
Gouberville possède alors, à partir de 1543, la charge de lieutenant particulier en la vicomté de Valognes du grand-maître des eaux et forêts de Normandie, et il a ainsi quelque 17 000 arpents de bois sous sa juridiction, dont au moins 13 000 pour la seule forêt de Brix, aujourd'hui disparue. Il s'occupait notamment de la vente de bois provenant des coupes dans la forêt, au profit des caisses royales. Il accomplit des tournées de surveillance du domaine forestier, curage des cours d'eau, livrées de bois de chauffage pour les clercs, etc., et quelques procès liés à la gestion de la forêt et au voisinage.

## Lieux remarquables
- La chapelle Saint-Jouvin, près la Luthumière, à Brix[En quoi ?].
- Le Mont-à-la-Quesne[En quoi ?].